# Bad Teinach-Zavelstein
Bad Teinach-Zavelstein – miasto uzdrowiskowe w Niemczech, w kraju związkowym Badenia-Wirtembergia, w rejencji Karlsruhe, w regionie Nordschwarzwald, w powiecie Calw, siedziba związku gmin Teinachtal. Leży w północnym Schwarzwaldzie, ok. 5 km na południowy zachód od Calw.
Miasto podzielone jest na siedem dzielnic, z czego dwoma są Zavelstein i Bad Teinach.

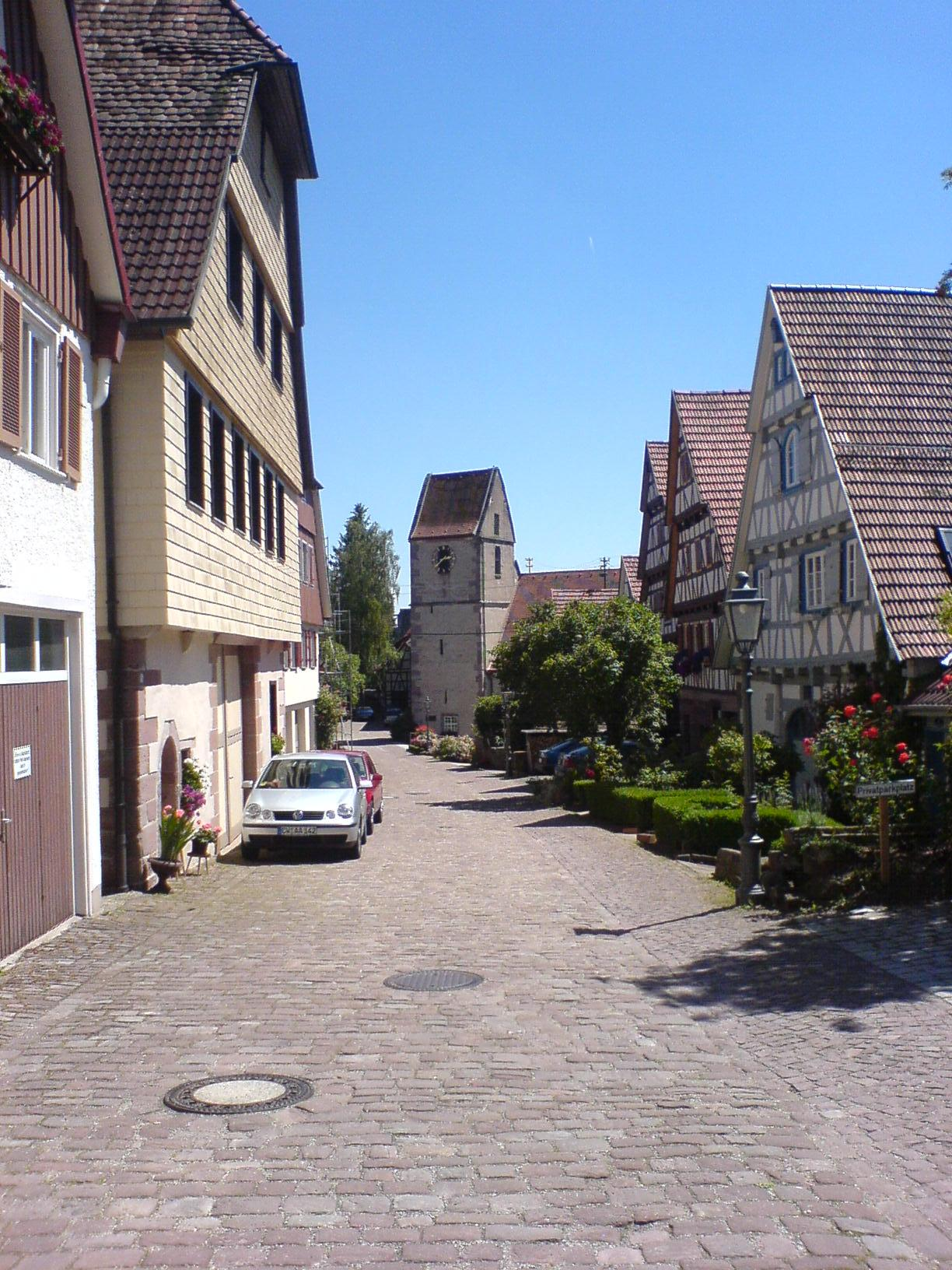
Dzielnica Zavelstein